# 渡辺正行の東京めぐりブンブン大放送
渡辺正行の東京めぐりブンブン大放送（わたなべまさゆきのとうきょうめぐりブンブンだいほうそう）は、ニッポン放送の毎週土曜日の23:00 - 25:00の時間帯で放送されていたラジオ番組。
放送期間は1988年4月から1990年3月まで。
前番組『明石家さんまのラジオが来たゾ!東京めぐりブンブン大放送』の後を受けてスタート。24:30 - 24:57頃の時間帯は『ロッテヤンスタNo1』を内包していた。

## パーソナリティ
- メイン：渡辺正行
- アシスタント：今井由美子

## 主なコーナー
- 土曜ラブミー!
- お便りさんどうも
- TOKYO突撃野郎
- 32才と○ヶ月の主張
- 幸せテレフォン捜し
- アイドル大車輪 → アイドル気持ちE夜
- ラシアンルーレットQ
- ナベちゃんの好き比べ
- ナベちゃんの恥部クイズ
- 東野英治郎はおとめ座
- ファン対抗!!ランジェリー合戦
- あえぎ美人
- ナベのバカげた人類学
- 太郎のジーンズをはがせ
- うばってジャンケンマッチ
- ナベの夜にハッスル
- 伝言ダイヤルおっぴろげー
- 電話で大臣

## エンディング曲
- モダン・ロマンス - Best Years of Our Lives

| ニッポン放送 土曜日23:00 - 25:00枠                    | ニッポン放送 土曜日23:00 - 25:00枠 | ニッポン放送 土曜日23:00 - 25:00枠 |
| 前番組                                                | 番組名                             | 次番組                             |
| ----------------------------------------------------- | ---------------------------------- | ---------------------------------- |
| 明石家さんまのラジオが来たゾ!東京めぐりブンブン大放送 | 渡辺正行の東京めぐりブンブン大放送 | 青春コール東京ハラギャーテーズ     |